# Tomašići
Tomašići – wieś w Chorwacji, w żupanii karlowackiej, w gminie Generalski Stol. W 2011 roku liczyła 68 mieszkańców.